# Districte d'Arle
El Districte d'Arle és un dels 4 districtes del departament de les Boques del Roine, a la regió de Provença-Alps-Costa Blava. Té 9 cantons, 36 municipis i el cap és la sotsprefectura d'Arle.

## Cantons
- cantó d'Arle Est
- cantó d'Arle Oest
- cantó de Castèurainard
- cantó d'Aiguiera
- cantó d'Orgon
- cantó de Pòrt Sant Loïs
- cantó de Les Santes Maries de la Mar
- cantó de Sant Romieg de Provença
- cantó de Tarascó